# كارل ويلسون (لاعب كرة قدم)
كارل ويلسون (بالإنجليزية: Carl Wilson)‏ هو لاعب كرة قدم بريطاني في مركز الهجوم، ولد في 8 مايو 1940 في كونست ‏ في المملكة المتحدة، وتوفي في 24 يناير 2019 في درم في المملكة المتحدة. لعب مع سبارتا روتردام.